# Thy Catafalque
Thy Catafalque est un groupe hongrois de metal avant-gardiste, originaire de Makó. Il est formé en 1998 par Tamás Kátai et János Juhász. Le groupe a sorti plus de dix albums studio, 1 album live et une démo.

## Biographie
Tamás Katai forme le groupe avec les compagnons de son groupe précédent, Gort. Dans leurs premières années, le groupe commence par un son black metal. Au fil du temps, il s'éclaircit avec l'ajout progressif d'influences plus électroniques et de musiques expérimentales, créant un son très atmosphérique.
En février 2009, le groupe signe chez le label indépendant Epidemie Records. Ils invitent des musiciens au cours des enregistrements, comme Ágnes Tóth du duo néo-folk The Moon and the Nightspirit. En 2009, l'album-concept Róka Hasa Rádió sort, basé sur « la relation entre la constante évolution, matière physique solide et massive, et la fragilité des êtres humains et de tous les esprits vivants, à travers les souvenirs d'enfance lointaine et les explications scientifiques de la nature. Renouvelables, les mouvements de rotation du passé et du futur, couleurs, sons, parfums longtemps perdus par une transmission étrange d'une radio intemporelle. » L'album dispose d'un mélange de musique instrumentale atmosphérique, d'éléments folkloriques hongrois traditionnels et de black metal, ce qui le rend très expérimental. Il manque de peu de remporter le HangSúly – Hungarian Metal Awards 2009, qui revient finalement à Dalriada.
En 2011, le groupe signe chez Season of Mist. Leur cinquième album, intitulé Rengeteg, sort le 11 novembre 2011 en Europe et le 10 janvier 2012  en Amérique du Nord. C'est le premier album du groupe écrit et enregistré par Tamás Katai, seul, sans János Juhász, qui ne contribue cette fois pas à l'enregistrement.
Entre 2012 et novembre 2014, Thy Catafalque enregistre un nouvel album. Ils l'annoncent par la suite vers 2015. Le mois suivant, ils publient une chanson intitulée Jura issue de leur futur album, Sgùrr. Sgùrr est l'un des albums les plus attendus de 2015, qui sort finalement le 16 octobre. En septembre 2016 sort leur nouvel album, Meta.

## Discographie

### Albums studio
- 1999 : Sublunary Tragedies
- 2001 : Microcosmos
- 2004 : Tűnő Idő Tárlat
- 2009 : Róka Hasa Rádió
- 2011 : Rengeteg
- 2015 : Sgùrr
- 2016 : Meta
- 2018 : Geometria
- 2020 : Naiv
- 2021 : Vadak
- 2023 : Alföld
- 2024 : XII: A gyönyörű álmok ezután jönnek

### Démos
- 1999 : Cor Cordium

## Membres
- Tamás Kátai - chant, clavier, synthétiseur, guitare, basse
- János Juhász - guitare, basse (1998-2011)